# Vendiidae
Vendiidae é uma família extinta de animais ediacarianos do leste da Europa. É a única família da classe Vendiamorpha. Originalmente a família era referida como Vendomiidae, pelo gênero-tipo Vendomia, mais tarde a V. menneri foi redescrita como sendo do gênero Dickinsonia.

## Classificação
A família consiste de quatro gêneros e cinco espécies:
- Gênero Vendia Keller, 1969
  - Vendia sokolovi Keller, 1969
  - Vendia rachiata Ivantsov, 2004
- Gênero Paravendia Ivantsov, 2004
  - Paravendia janae Ivantsov, 2004
- Gênero Karakhtia Ivantsov, 2004
  - Karakhtia nessovi Ivantsov, 2004
- Gênero Podolimirus Fedonkin, 1983
  - Podolimirus mirus Fedonkin, 1983

O gênero Pseudovendia, da biota de Charnwood, pode ou não ser um representante da classe Vendiamorpha.